# Judith State
Judith State este o dansatoare profesionistă, coregrafă și actriță română. Ea a câștigat premiul Gopo pentru cea mai bună actriță într-un rol principal în 2020.

## Biografie
La vârsta de 6 ani, după ce familia ei s-a mutat la București, Judith State a început să facă dans la Palatul Copiilor, și apoi la Rapsodia Română, În clasa a IV-a a intrat la Liceul de coregrafie „Floria Capsali” din București și apoi, s-a transferat la Liceul de Arte din Bacău, unde a finalizat studiile liceale. Ea a studiat apoi la Facultatea de Litere și Limbi Străine de la Universitatea din București la profilul engleză – spaniolă.

## Carieră în dans
Judith State a colaborat pe parte de coregrafie și dans cu emisiunile Surprize, surprize și Ploaia de stele. A lucrat pe vasul de croazieră Queen Mary și a urmat un program de studiu la școala „Broadway Dance Center” din New York.
Judith a dansat în spectacole la Teatrul Național București, Teatrul de Operetă „Ion Dacian”, Teatrul Odeon și Teatrul Nottara. A colaborat cu Răzvan Mazilu căruia i-a fost și asistentă de coregrafie și cu Radu Afrim.
În 2009 Judith State a inițiat primul flashmob de amploare din România când peste 200 de oameni au dansat în centrul Bucureștiului pentru a-i aduce un omagiu lui Michael Jackson. După 2012, continuă să realizeze ateliere de mișcare și dans contemporan și, prin DaDans Project, contribuie la producții de dans contemporan precum „subsTANZ“ în coregrafia lui Massimo Gerardi. În 2014 State a fost bursieră la „ImpulsTanz Vienna International Dance Festival”.
Emlek (care înseamnă „amintire” în limba maghiară), este primul spectacol realizat și interpretat de Judith State în 2019, pe muzica lui Radu Dumitriu, un spectacol despre copilăria și amintirile ei. În al doile spectacol realizat de State în 2022, Ember, ea a dansat alături de actorul István Téglás pe muzica lui Radu Dumitriu.

## Carieră cinematografică
Încurajată de Simona Ghiță să participe la un casting, Judith State a primit primul ei rol: Sandra în Sieranevada (2016), film regizat de Cristi Puiu. Pentru acest rol a fost nominalizată la premiile Gopo pentru cea mai bună actriță într-un rol secundar. A continuat colaborarea cu Marius Olteanu, care era asistent de regie pentru Sieranevada, și în 2019 a jucat rolul principal Dana în filmul Monștri regizat de acesta. Pentru acest rol State primește în 2020 Premiul Gopo pentru cea mai bună actriță în rol principal.
Alte roluri pe care le-a avut Judith State au fost Velverița în Malmkrog (2019) de Cristi Puiu și Alina în Tata mută munții, regia – Daniel Sandu. Ea a jucat în filmul de lungmetraj realizat de Dan Chișu în 2020, în perioada de izolare datorată de Pandemiei de Covid-19, 9 povești de dragoste și ură în izolare.
În 2022, Judith State a jucat pentru prima oară în limba maternă, maghiară, în filmul R.M.N. regizat de Cristian Mungiu. Iar în 2023 ea a jucat alături de Dragoș Olaru, Adela Mărghidan și Radu Mărghidan în filmul Refugiul – Castelul Crăiței, în regia lui Liviu Mărghidan. Pentru acest rol State s-a antrenat făcând escaladă.
State a fost selectată în programul European Shooting Stars 2023, pentru rolul din R.M.N..

## Recunoaștere
- Premiul Gopo pentru cea mai bună actriță într-un rol principal (2020), pentru Monștri (regia Marius Olteanu).[10]

Judith State a făcut parte din juriul competiției oficiale TIFF 2023.